# Župnija Vreme
Župnija Vreme je rimskokatoliška teritorialna župnija Kraške dekanije v škofiji Koper.

## Sakralni objekti
- župnijska cerkev Marijinega vnebovzetja, Vremski Britof
- podružnica sv. Tomaža v Famljah
- podružnica sv. Lovrenca v Vremskem Britofu
- podružnica sv. Jošta v Gornjih Vremah
- podružnica sv. Križa na Škofljah
- podružnica sv. Jurija v Vatovljah (do 2018 župnijska cerkev)
- podružnica sv. Kancijana na Barki
- podružnica sv. Janeza Krstnika v Podgradu pri Vremah

Od 1. januarja 2018  :